# Annual Review of Psychology
Annual Review of Psychology – recenzowany periodyk naukowy ukazujący się raz w roku i publikujący artykuły przeglądowe z dziedziny psychologii. Czasopismo powstało w 1950 roku, a jego wydawcą jest Annual Reviews.
Redaktorem naczelnym periodyku jest Susan T. Fiske z Uniwersytetu Princeton.
Impact factor czasopisma za rok 2015 wyniósł 19,085, co uplasowało je na:
- 1. miejscu wśród 76 czasopism w kategorii „psychologia”,
- 2. miejscu spośród 129 czasopism w kategorii „psychologia multidyscyplinarna”.

Na polskiej liście czasopism punktowanych przez Ministerstwo Nauki i Szkolnictwa Wyższego z 2015 roku „Annual Review of Psychology” otrzymało maksymalną liczbę punktów – 50.
SCImago Journal Rank czasopisma za 2015 rok wyniósł 12,856, co dało mu:
- 1. miejsce na 221 periodyki w kategorii „psychologia”,
- 1. miejsce wśród 436 czasopism w kategorii „sztuka i nauki humanistyczne”.